# William T. Nuckolls
William Thompson Nuckolls (* 23. Februar 1801 bei Hancockville, Union County, South Carolina; † 27. September 1855 ebenda) war ein US-amerikanischer Politiker. Zwischen 1827 und 1833 vertrat er den Bundesstaat South Carolina im US-Repräsentantenhaus.

## Werdegang
William Nuckolls studierte bis 1820 am South Carolina College in Columbia, der späteren University of South Carolina. Nach einem anschließenden Jurastudium und seiner im Jahr 1823 erfolgten Zulassung als Rechtsanwalt begann er in Spartanburg in seinem neuen Beruf zu praktizieren.
Politisch schloss sich Nuckolls der Bewegung um den späteren Präsidenten Andrew Jackson an und wurde dann Mitglied der von diesem 1828 gegründeten Demokratischen Partei. 1826 wurde er im siebten Wahlbezirk von South Carolina in das US-Repräsentantenhaus in Washington, D.C. gewählt, wo er am 4. März 1827 die Nachfolge von Joseph Gist antrat. Nach zwei Wiederwahlen konnte er bis zum 3. März 1833 drei Legislaturperioden im Kongress absolvieren. Diese waren von den Diskussionen um die Politik des seit 1829 amtierenden Präsidenten Jackson überschattet. Dabei kam es zwischen South Carolina und der Bundesregierung zur sogenannten Nullifikationskrise. Auch die umstrittene Durchführung des Indian Removal Act war Gegenstand heftiger Auseinandersetzungen im Kongress.
Nach seiner Zeit im Repräsentantenhaus zog sich William Nuckolls aus der Politik zurück. Er starb am 27. September 1855 auf seiner Plantage bei Hancockville.